# Strelasund

Strelasund er et sund ved Østersøen der adskiller øen Rügen fra det tyske fastland. Sundet krydses af Strelasundforbindelsen ud for byen Stralsund. Strelasund forløber nærmest i en nordvestlig til sydøstlig retning, fra den lille lavvandede bugt Kubitzer Bodden lige nord for Stralsund, og videre til den lignende bugt Greifswalder Bodden mod sydøst. Strelasund er tre kilometer bred på sit bredeste sted i den sydøstlige ende, og er omtrent 25 kilometer langt. Den eneste ø i selve Strelasund er Dänholm ud for Stralsund, hvorpå dele af Rügen Dæmning ligger.
Strelasund har lagt farvand til to søslag gennem tiden. Det første var i 1362 og det andet i 1369, begge slag stod mellem danske Valdemar Atterdag og den hanseatiske flåde. Uoverensstemmelserne mellem de to sider blev løst ved Fredsaftalen i Stralsund i 1370.